# Saint Martin's Church
Saint Martin's Church (Sankt Martins kyrka) i Canterbury, England ligger inte långt från stadens centrum och är Englands äldsta församlingskyrka som ännu är i bruk. Sedan 1668 har St Martins varit församlingskyrka i St Martin & St Paul Canterbury. I såväl St Martins som närliggande St Pauls hålls gudstjänst varje vecka. Nuvarande kyrkoherde är Canon Noelle Hall. Kyrkan är en del av världsarvet Katedralen i Canterbury, St. Augustine's Abbey och Sankt Martins kyrka.

## Historia
Saint Martin's Church är tillägnad helgonet Martin av Tours och var drottning Bertha av Kents privata kapell på 500-talet, innan Augustinus av Canterbury kom från Rom. Drottning Bertha var en kristen frankisk prinsessa som kom till England med sin kaplan, biskopen Liudhard. Kung Æthelberht av Kent, hennes man, tillät henne att fortsätta att utöva sin religion i en befintlig kyrka som den vördnadsvärde Beda sägs ha använt i slutet av Romerska eran men slutade senare användas. Det är mycket troligt att denna kyrka är St Martins, särskilt då Beda namngav den.
Kort före 1844 upptäcktes ett depåfynd av guldmynt på kyrkogården. Ett av dessa är Liudhardmedaljen som har en bild av en figur med ett diadem som en legend refererar till Liudhard.

## Arkitektur
Lokala fynd visar att kristendomen fanns i området vid tiden, och kyrkan har många återanvända romerska tegelstenar eller spolia, såväl som fullständiga sektioner av murar med romerskt tegel. Flera sektioner murar är tydligt mycket gamla, och det är sannolikt att en blockerad dörröppning i högkoret var ingången till Bedas kyrka, medan andra mursektioner härstammar från perioden efter den gregorianska missionen på 600- eller 700-talet, däribland större delen av midskeppet. Absiden låg ursprungligen i östra änden och har flyttats. Tornet är av mycket senare datum, i perpendikulärstil. Kyrkan är klassad Grade A (ekvivalent med Grade I) listed building.

## Gravar
Kyrkogården har gravar efter många betydande lokala släkter och välkända människor, däribland Thomas Sidney Cooper, målare och Mary Tourtel, skaparen av Rupert Bear.

## Musik
Kyrkan har en stark musikalisk tradition från munkarna i St Augustine fram till idag. Första söndagen i varje månad hålls vanligen en renässansmässa, som sjungs av en kvartett sångare. Nuvarande Musikdirektör är Peter Litman.